# Трубчевское княжество
 Трубчевское княжество — удельное русское княжество с центром в городе Трубчевске (Трубецке). Известно с 1185 года в составе Новгород-Северского княжества. Просуществовало до 1566 года.

## История
По одной из версий, Трубчевск был одним из 4 не названных летописью городов, которых добился Олег Святославич от Святослава Всеволодовича черниговского после смерти Святослава Владимировича вщижского и раздела его владений. После этого княжество являлось вотчиной потомков Святослава Ольговича черниговского, наиболее известен один из героев «Слова о полку Игореве», первый трубчевский князь, Всеволод Святославич Буй Тур (ум. 1196). Кроме того, Всеволод Буй Тур управлял также Курском.
Сын Всеволода Святослав однажды упомянут летописью под 1232 как трубчевский князь, при этом Курск принадлежал Олегу, наиболее вероятно внуку Олега Святославича, старшего брата Буй-Тура. Сам Святослав упомянут в Любецком синодике как великий князь черниговский, из-за чего ряд исследователей предполагают, что он был младшим братом Михаила Всеволодовича, при этом иногда самого Михаила считают сыном Буй-Тура, а не Всеволода Чермного из старшей ветви Ольговичей.
После монгольского нашествия на Русь Трубецкое княжество, как и Новгород-Северское, вошло в состав Брянского княжества, продолжая управляться местной линией князей, однако после присоединения Брянска Литвой (1356) Трубчевск вместе со Стародубом управлялся Дмитрием Ольгердовичем (ум. 1380) из Гедиминовичей, ставшим основателем княжеского рода Трубецких, впоследствии владевших княжеством. Дмитрию Ольгердовичу после 1380 года наследовал сын Михаил, который в начале XV в. разделил княжество между двумя своими сыновьями, Семёном и Юрием.
Последние известные трубчевские князья из Рюриковичей Михаил Андреевич, Семён, Иван Михайлович и, возможно, Борис Михайлович упомянуты в Любецком синодике среди князей конца XIV—начала XV века.
В 1566 княжество было присоединено к Русскому царству в ходе Ливонской войны. Последние князья Трубчевские, Михаил Андреевич и Семён Иванович, были лишены своих уделов. В течение русско-польской войны 1605—1618 земли бывшего княжества были переданы Речи Посполитой. В 1654 году, в самом начале русско-польской войны 1654—1667, они были вновь завоёваны для России Алексеем Никитичем Трубецким.
В благодарность за заслуги царь Алексей Михайлович передал Трубецкому его «отчинный» город с окрестностями, восстановив таким образом древнее удельное княжество. Это стало единственным случаем пожалования удела в частные руки за XVII век. После смерти бездетного Трубецкого его удел был возвращен царю, в соответствии с завещанием.